# Beställningstrafik
Beställningstrafik, chartertrafik eller turisttrafik är persontransporter som inte kör i reguljär linjetrafik, det vill säga inte efter ett schema eller en tidtabell. Resan kan vara skräddarsydd eller vald ur ett visst antal destinationer. Beställningstrafik finns inom turism likväl kollektivtrafiken, skolresor, företagsresor, njutning och andra ändamål.

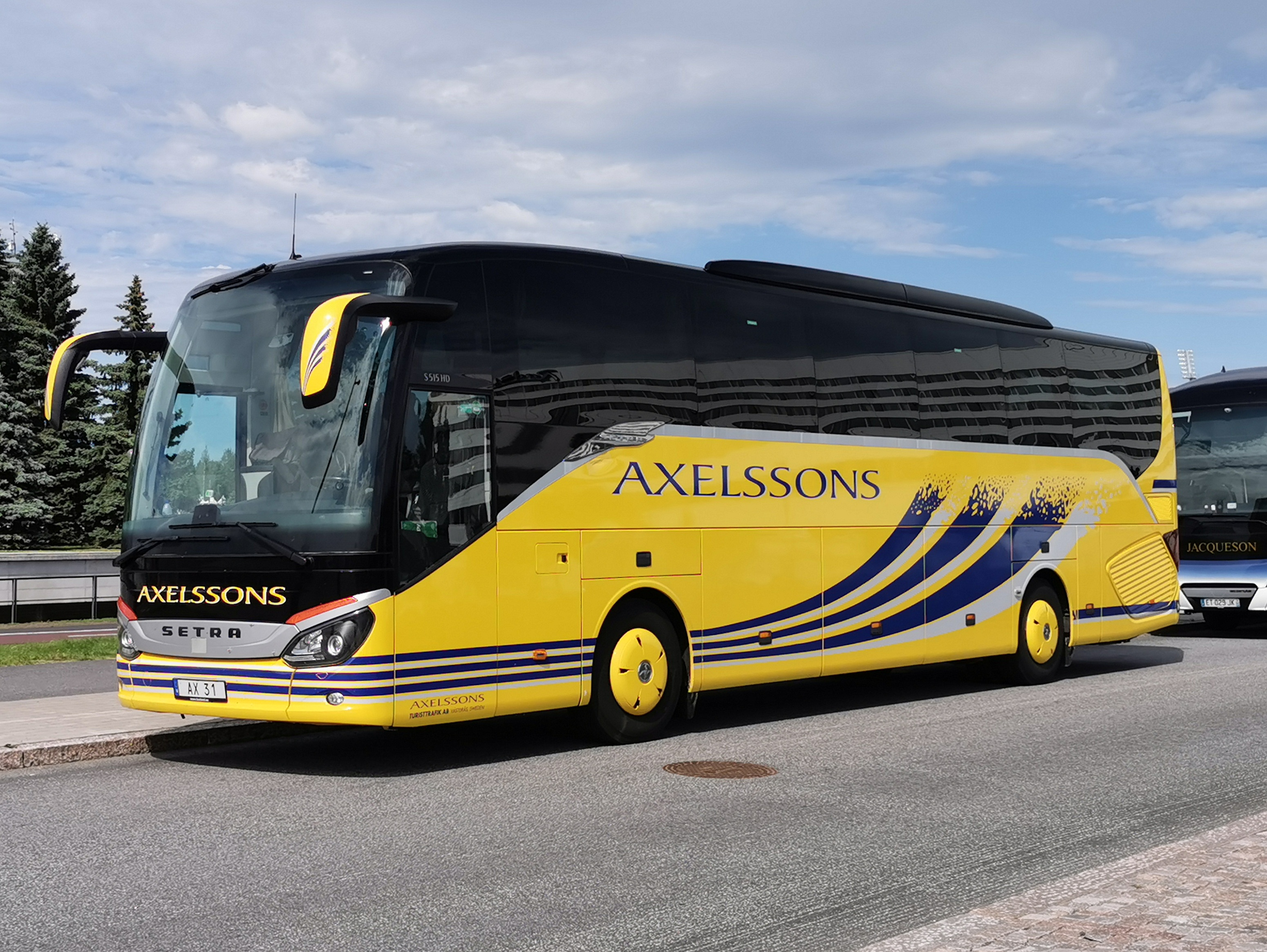
En av Sveriges största turistbolag, Axelssons, en del av Bivab.
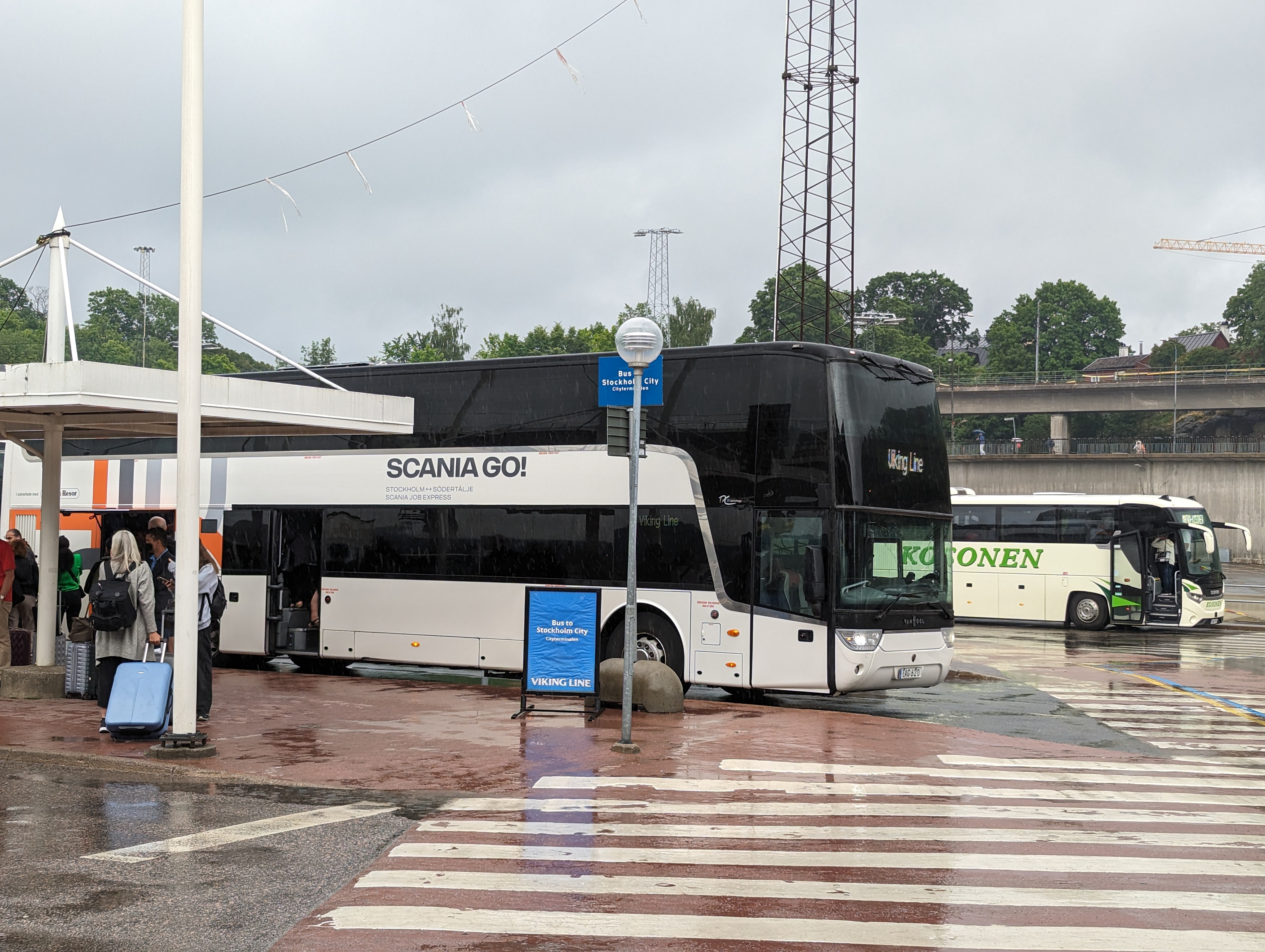
Turistbussar vid Stadsgårdsterminalen.
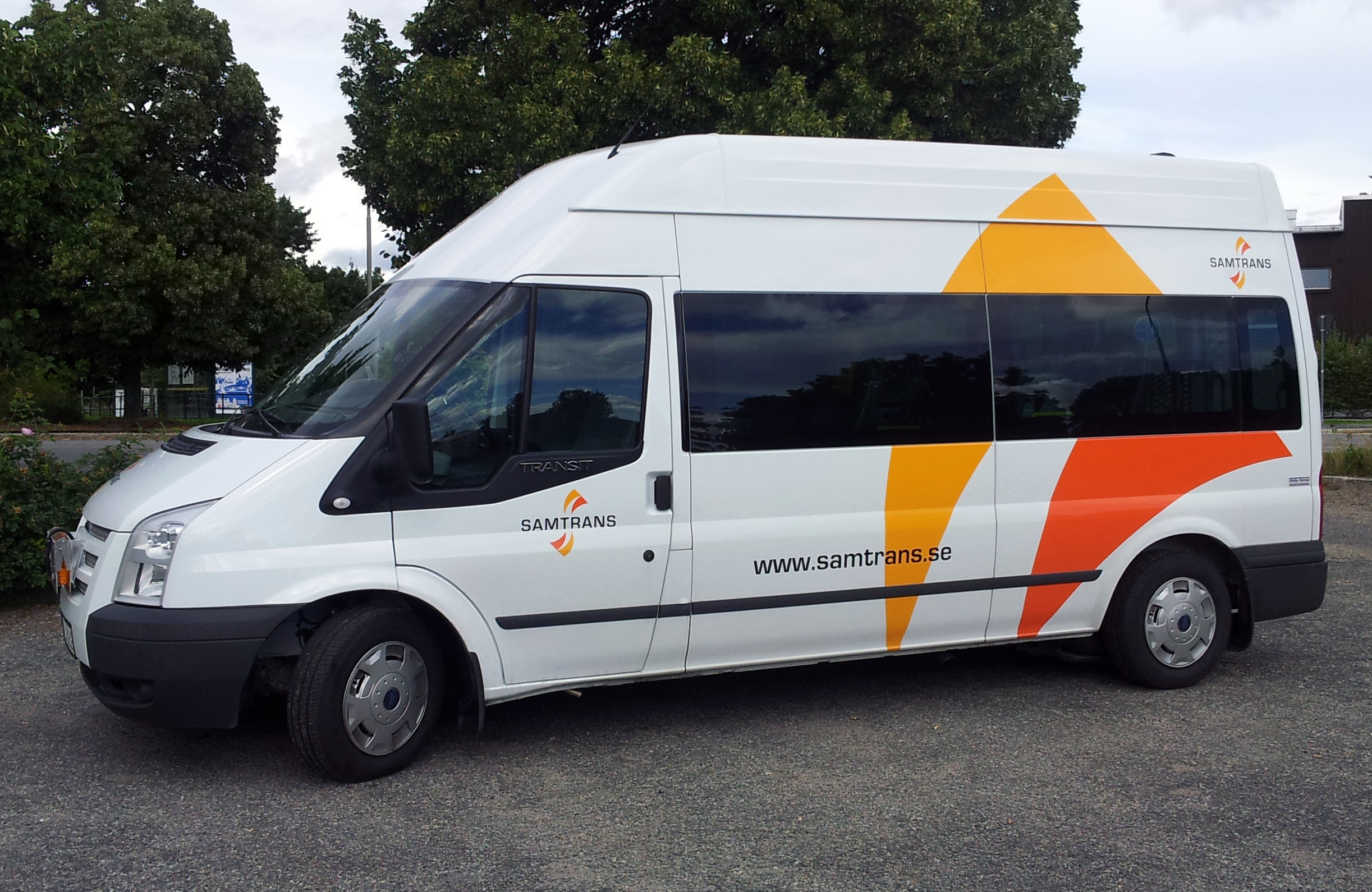
Färdjänst är en typ av beställningstrafik.

Beställningstrafik med buss växte fram i början av 1900-talet när bussen började komplementera spårvägar och järnvägen. Under mellankrigstiden och efter andra världskriget ökade resandet i takt med ekonomisk tillväxt och fler fick tillgång till fritid. På 1960- och 70-talen kom moderna turistbussar med högre komfort, vilket gjorde långresor med buss vanliga både inom och utanför Sverige. Idag är beställningstrafik en etablerad del av resebranschen, viktig för skolor, föreningar, företag och turism, med moderna fordon som erbjuder hög säkerhet, komfort och allt oftare klimatsmarta drivmedel. Långa resor genom flera länder har däremot minskat i takt med ökad flygturism.

## Inom kollektivtrafiken
Medan majoriteten av trafik som utförs i kollektivtrafiken kör enligt en tidtabell kan det finns komplementerande tjänster som servicetrafik, färdtjänst och sjukresor. Dessa kör oftast på entreprenad av ett taxibolag och går att beställa vid behov och kör alltså inte enligt ett schema. Priset kan variera beroende på län och ålder.